# 霍恩徹奇及阿普敏斯特 (英國國會選區)

選區在大倫敦的位置

霍恩徹奇和阿普敏斯特（英語：Hornchurch and Upminster），英國國會一自治市選區，包括大倫敦東部黑弗靈區東部的八個地方選區。
始設於2010年。在2010年大選中，原任阿普敏斯特選區議員的保守黨人安傑拉·瓦特肯森以51.4%選票當選連任。